# Leo Portnoff

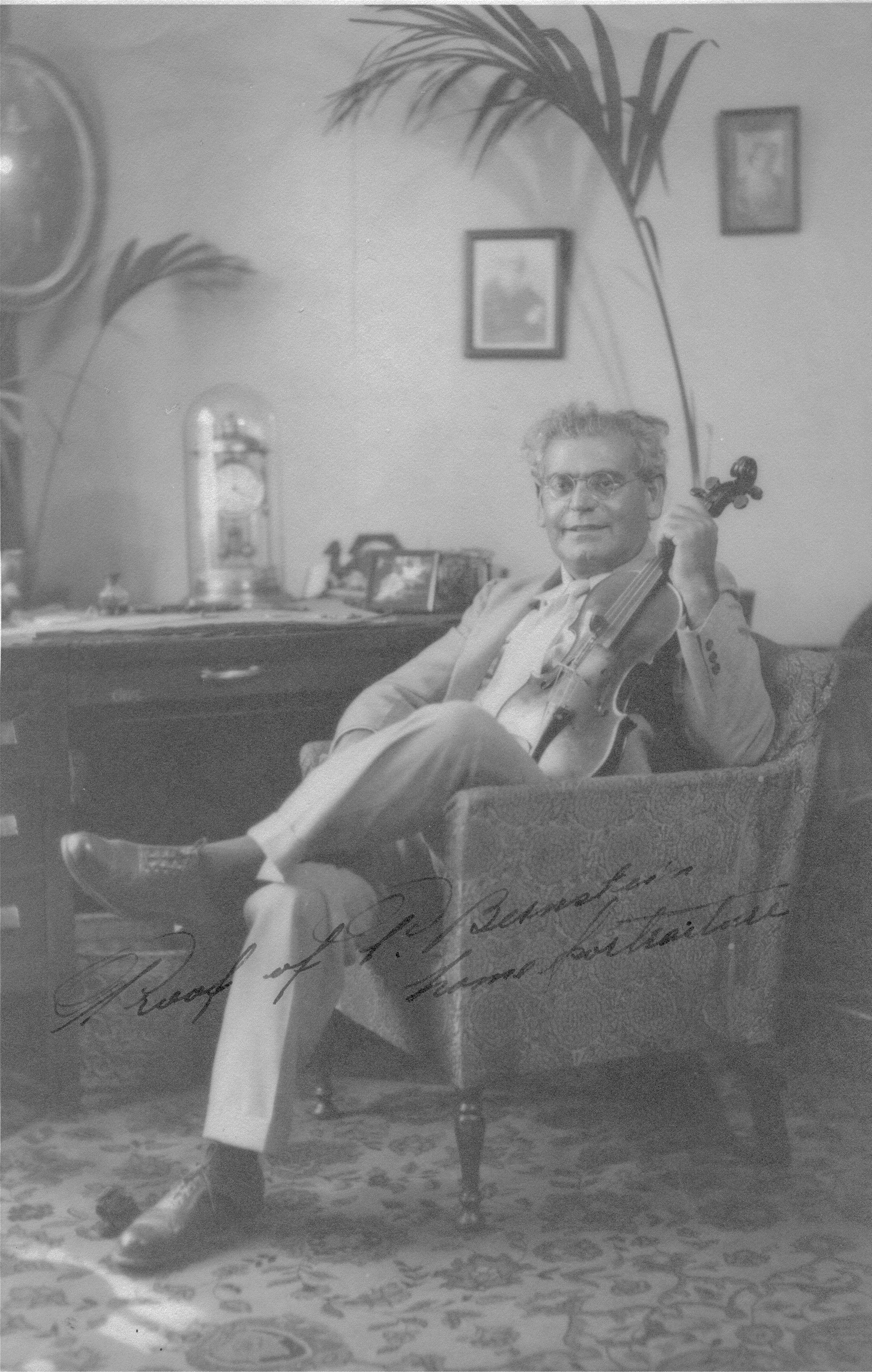
Leo Portnoff

Leo Portnoff (* 12. Mai 1875 in Kiew; † 8. November 1940 in Miami) war ein ukrainischer Violinist, Komponist und Musikpädagoge, der lange Jahre in Berlin wirkte.

## Leben und Werk
Leo Portnoff studierte bei Emanuel Wirth und Joseph Joachim in Berlin. Leo Portnoff übernahm zunächst die Leitung der Violinabteilung des Klindworth-Scharwenka-Konservatoriums in Berlin. Von 1906 bis 1915 leitete er die Violinabteilung am Stern’schen Konservatorium in Berlin. Nach dem Ersten Weltkrieg wurde Portnoff Dirigent eines der führenden Symphonieorchester in Schweden, wo er auch unterrichtete. In diesem Umfeld fand er Zeit für zahlreiche Kompositionen. 1922 siedelte Leo Portnoff in die Vereinigten Staaten über. Er ließ sich zunächst in Brooklyn nieder. Später wurde er Leiter einer Violinklasse und Lehrer an der Musikschule der University of Miami in Florida. Ab 1938 zog er sich aus der Unterrichtstätigkeit zurück, um zu komponieren.
Als Komponist wurde Portnoff mit seinen russischen Fantasien bekannt. Er schrieb zahlreiche weitere Werke für Violine mit Klavierbegleitung, die oft für pädagogische Zwecke gesetzt waren.
Leo Portnoff wurde im sogenannten Hofmeister-Katalog, konkret im Verzeichnis sämtlicher Notenausgaben von 1904 bis in die 1930er Jahre, als „jüdisch-verdächtiger“ Komponist genannt.
Leo Portnoff und seine Frau Tscharna hatten zwei Söhne. Der Ältere war der Violinist Vassily Portnoff (1900–1969, später oft als Wesley Portnoff angesprochen), der Jüngere der Komponist und Pianist Mischa Portnoff (1901–1979). Tscharna starb 1906 früh als die beiden Söhne fünf und sechs Jahre alt waren. Die beiden Söhne arbeiteten im Bereich der Musik zusammen und machten in den Vereinigten Staaten Musikerkarrieren. Leo Portnoff heiratete nach dem Tod seiner ersten Frau erneut und bekam zwei weitere Söhne, Walter (1918–1995, ebenfalls Pianist) und Théodore. Leo Portnoff starb am 8. November 1940 in Miami plötzlich in Folge eines Herzinfarktes.